# محطة سلا المدينة
محطة سلا المدينة هي محطة قطار تقع في مدينة سلا بالمغرب وتعد أهم محطة قطار في المدينة من ناحية عدد المسافرين. تتيح محطة سلا المدينة للمسافرين بالقطار الوصول إلى مختلف أنحاء سلا والرباط كونها مرتبطة كذلك بشبكة طرامواي الرباط - سلا.